# NGC 6279
NGC 6279 é uma galáxia lenticular (SB0) localizada na direcção da constelação de Hercules. Possui uma declinação de +47° 14' 16" e uma ascensão recta de 16 horas, 59 minutos e 01,3 segundos.
A galáxia NGC 6279 foi descoberta em 23 de Outubro de 1886 por Lewis A. Swift.